# Rock-H
«Rock-H» або «Рокаш»  — український рок-гурт із Мукачева, Закарпаття. Півфіналіст проєкту «Свіжа кров» на телеканалі М1, лауреат фестивалю «Червона рута».
Свій стиль називають «Subkarpathian rock» (підкарпатський рок) за історичною назвою території Підкарпатська Русь, звідки походить гурт. Більшість пісень гурту — закарпатською говіркою, самі музиканти називають його «русинська бесіда». На початку творчих пошуків були також пісні літературною українською, англійською та французькою мовами, але з 2011 року вони не входять до концертного репертуару гурту.
Слово «Рокаш» (угор. rakás) закарпатською говіркою означає «гурт», «купу», «спільноту» і разом з тим має корінь «рок», позначаючи стиль музики колективу.

## Історія
Гурт восени 2008 року заснували:
- Віктор Янцо — клавішні, композитор;
- Ігор Рибар — гітара, композитор, аранжувальник, саунд-продюсер, (до квітня 2011 року особисто записував треки гурту);
- Владислав Воробець — бас-гітара.

Назву гурту запропонував Ігор. Вокалістом був Ондраш Тазінгер, ударником — Василь Логойда. Перший концерт гурту відбувася на центральній площі м. Мукачевого 25 травня 2009 року.  Улітку 2009 року новим вокалістом гурту став Іштван Халус.

### 2010 рік
Першим заходом, у якому колектив яскраво проявив себе був Мукачівський фестиваль вина 2010 року, де презентована на відкритті пісня «Вінко червеноє» стала неофіційним гімном фесту. Також у 2010 році «Rock-H» переміг у проєкті «Фольк Мюзік» (Перший національний), став учасником передачі «Африканські пристрасті» (Савік Шустер Студіо). Вийшов до півфіналу всеукраїнського конкурсу «Свіжа кров» на телеканалі М1, де колектив підтримував Олег Скрипка, взяв участь у фестивалях «Славське Рок», «Потяг до Яремче», «Берегфест», «Мукачево скликає друзів», «Global battle of the bands», виступив в одному з перших українських інтернет-концертів, на який гурт запросив Святослав Вакарчук.

### 2011 рік
У березні 2011 року гурт виступив у програмі «Підйом» на Новому каналі в межах всеукраїнського туру «Марафон бадьорих ранків» та взяв участь у телепроєкті «Наша пісня». 24—30 березня 2011 року відбувся перший концертний тур гурту. За тиждень колектив відіграв у Києві, Львові, Одесі, Дніпропетровську і Харкові.
У квітні 2011 року в гурту змінився склад. Місце гітариста зайняв Мар'ян Криськув, ударником став Володимир Ульянов, до гурту приєднався відомий бас-гітарист Родіон Sun Lion. В оновленому складі гурт брав участь у днях міст Берегово, Тячів, Кам'янець-Подільський, Новий Розділ, Луцьк (артшоу «Ніч у Луцькому замку»), фестивалях «Селиська співанка», «Закарпатський словоблуд», «Beregfest — 2011», «Мукачево скликає друзів — 2011», «Закарпатське Божоле». 24 серпня 2011 року «Rock-H» виступав наживо в прямому ефірі Першого національного з Софійської площі у Києві в телемарафоні до 20-річчя Незалежності України. У жовтні-листопаді 2011 року у Львові відбувся запис дебютного альбому колективу. Звукорежисер — Мар'ян Криськув, аранжування — Віктор Янцо, Мар'ян Криськув, Остап Панчишин, зведення — Віталій Кухарський, Мар'ян Криськув. 16 листопада 2011 року гурт взяв участь у зйомках програми «Музика для дорослих з Марією Бурмакою» на телеканалі ТВі. Програма вийшла в ефір 7 лютого 2011 року. У листопаді 2011 року гурт став лауреатом всеукраїнського фестивалю «Червона рута» 2011 року в жанрі рок-музики. 29 грудня 2011 року відбулася прем'єра кліпу «Щедрик», у зйомках якого брав участь оркестр Закарпатської обласної філармонії.

### 2012 рік
14 січня 2012 року вийшов дебютний альбом гурту «In Vinko Veritas». Його презентація відбулася на головній сцені сімнадцятого фестивалю «Червене вино» в м. Мукачевому.
31 березня 2012 року гурт виступив в телемарафоні «Пісня об'єднує нас» на Першому Національному, який увійшов до Книги рекордів Гіннеса, як найдовший пісенний телемарафон за участю чисельних артистів.
4 червня 2012 року відбулася всеукраїнська прем'єра радіосинглу «Вівці», який вийшов в двох версіях — сольній і дуетній, разом з Олесею Киричук.
8 червня 2012 року відбулася прем'єра кліпу «Вівці», який знімався в Карпатах. Режисер — Олександр Кулик.
Під час концертного сезону 2012 року гурт виступив на фестивалях: «Сонячний напій» в Ужгороді, «Мадяр Фест» у Львові, «Лемківська ватра» в Польщі, «ФранкоФест» у Нагуєвичах, «Володимир» у Володимирі-Волинському, «Підкамінь», «Кордон-480» в Нижанковичах, «Мукачево скликає друзів», а також в офіційній фан-зоні ЄВРО-2012 у Львові перед півфінальним матчем чемпіонату.
21 жовтня 2012 року відбулася прем'єра кліпу «Палиночка біла біла» — режисер Ярослав Турківський, оператор — Ярослав Мончак.
5 листопада 2012 року відбулася всеукраїнська радіопрем'єра синглу «Співаночка» — першої пісні з другого альбому гурту «Отава».

### 2013 рік
12 січня 2013 року вийшов другий альбом гурту «Отава». Презентація альбому відбулася на головній сцені 18-го фестивалю «Червене вино» в м. Мукачевому.
19 березня 2013 року вийшов кліп на пісню «Співаночка», сценарій, монтаж — Ірина Янцо, оператор-постановник — Ярослав Мончак.
9 травня 2013 року в містах Мукачеве та Берегове відбулися зйомки восьмого кліпу гурту «До милої» з українським поетом Андрієм Любкою в головній ролі. Режисер — Ірина Янцо, оператор — Ярослав Мончак. Прем'єра кліпу відбулася 5 червня 2013 року.
Під час концертного сезону 2013 року гурт виступив на заходах: «Велика Гаївка» в Дрогобичі, день Києва (Монмартр на Андріївському Узвозі), дні добросусідства Україна-Чехія (м. Ужгород та м. Їглава (Чехія), «Велет» (Закарпаття), «Підкамінь» (Львівська обл.), «Файне Місто» (Тернопіль), «Франко. Місія» (Львівська обл.), «День хліба» (Львів, Івано-Франківськ), «На межі тисячоліть — Підгорецький замок» (Львів), Святкування дня незалежності в м. Хмельницькому, «Козацькі забави» (Тисмениця), «Мукачево скликає друзів» (Закарпаття), «Львівська забава», день міста Ужгорода.

### 2014 рік
На початку 2014 року гурт завершив роботу над третім альбомом «Білий динь», який вийшов 16 березня цього року, а також видав кліп «Качечка» у дуеті з Олесею Киричук. Одночасно з виходом альбому лідер гурту Віктор Янцо заявив про початок сольної кар'єри паралельно з роботою в гурті, і анонсував вихід сольного альбому «Співаночки про любов» на кінець 2014 року.
8 червня 2014 р. гурт виступив у місті Золочеві на Фестивалі «Зустрічай літо».
5-14 вересня гурт побував з гастролями в Канаді, виступивши в містах Монреаль, Отава та Торонто. Зокрема гурт виступив хедлайнером 15 українського фестивалю в Монреалі, який відбувся 5-7 вересня; 12 вересня виступив на головній сцені українського фестивалю в Торонто, 13 — на afterp-party фестивалю, а 14 дав спільний концерт з відомим скрипалем Василем Попадюком, а також дав декілька концертів для українських громад в містах Монреаль та Отава.
27 листопада та 13 грудня гурт дав два аншлагові концерти у супроводі камерного оркестру Закарпатської обласної філармонії в драмтеатрі м. Ужгород.

### 2015 рік
У червні 2015 року вийшов кліп «Бескидом Ішла». Гурт виступив на фестивалях «Троянда Карпат» (Середнє, Закарпатська обл.), «Фестиваль бограча» (Косино, Закарпаття, перший виступ оновленим складом), «Країна Мрій» (м. Київ), «Байк-шоу» (м. Ужгород), «Черемош-фест» (Ів.-Франківська обл.), «Вичурки» (Іванівці, Закарпаття), «Небу-ХАЙ» (с. Крупське, Львівська обл.), «Гуцульська бриндза» (м. Рахів), «Пинтя-Фест» (Велятин, Закарпаття), днях міст Берегове, Теребовля, Східниця.
3 жовтня гурт виступив з благодійним концертом «Rock-H друзі — дітям Джерела» у театрі ім. Марії Заньковецької у м. Львів.
У грудні гурт бере участь у зйомках телепрограми «Must be the music» для польського телеканалу Polsat, де здобуває схвальні відгуки та позитивні оцінки від членів журі — провідних діячів польського шоу-бізнесу.

### 2016 рік
На початку року гурт видає четвертий альбом «Співаночки про любов», презентації якого відбуваються в Ужгороді, Луцьку, Львові, вперше гурт дає великий сольний концерт в київському клубі «Атлас». Виходять три кліпи «Колискова» (який потрапляє в ротацію телеканалу M2), «Хвилі» (в рамках проекту Віктора Павліка «З новим Rockom») та «Юрику». Гурт виступає на багатьох літніх фестивалях в Україні та за кордоном, зокрема на головній сцені фестивалю «Файне місто», на сцені «Країна мрій» фестивалю «Atlas Weekend», на фестивалі «Bytowska watra» в Польщі та інших.
Восени 2016 року гурт видає ще два кліпи — «Яворе» в дуеті з лідером гурту «Мері» Віктором Винником та «До Сонця близько» разом з Іваном Поповичем, а також записує сингл «Катерина» в студії «211» разом з відомим саунд-продюсером Віталієм Телезиним.

### 2017 рік
На початку року відбуваються зйомки сюрреалістичного кліпу «Катерино», режисером якого стає митець з Ужгорода Дмитро Фесенко. Кліп потрапляє в ротацію телеканалу М2. Паралельно відбувається запис пісні та зйомки кліпу на пісню «Чом та чом» у дуеті з оперною співачкою Ангеліною Моняк. У ролі саунд-продюсера пісні вперше виступає ударник гурту Володимир Ульянов.
У травні відбуваються сольні концерти гурту в Києві (клуб Атлас) та Львові (клуб Пікассо)
у студії 211 в Києві гурт записує другу пісню у співпраці з Віталієм Телезиним «Оксано», пісня потрапляє у плей-листи багатьох радіостанцій, а кліп до неї, знаятий у спіпраці з режисером Віктором Скуратовським — у ротацію телеканалу М2.
Цього плідного року гурт записує два дуетні сингли з гуртом Марина і Компанія: «Млада невіста» і «Баламут». Саунд-продюсером обидвох пісень стає Олександр Сабов. Також до цих пісень виходять яскраві кліпи, які здобувають популярність у широкої аудиторії.
Наприкінці літа гурт створює та за участю хору під керівництвом Ярослава Біличка записує гімн фестивалю «Варишське пиво» і знімає атмосферне відео до нього в Мукачівському замку «Паланок»
Відбуваються виступи на фестивалях та днях міст в Ужгороді, Мукачеві, Львові, Долині, Славську, Бобовищі, Івано-Франківську, Житомирі та ін. Гурт стає спеціальним гостем фестивалю «Молода Галичина» в Новояворівську.
У жовтні в Ужгороді на площі перед драмтеатром відбувається сольний концерт з симфонічним оркестром Закарпатської обласної філармонії під керівництвом Вікторії Свалявчик-Цанько. Оркестровки до пісень створює музикант Михайло Романишин. Телеканал ЗіК виготовляє телеверсію концерту, яка неодноразово транслюється в ефірі.
Наприкінці року свою участь у гурті припиняють гітарист Мар'ян Криськув та бас-гітарист Rodion Sun Lion. До колективу приєднується бас-гітарист Олег Олексин, який крім свого основного інструменту збагачує звучання гурту за допомогою синтезаторів, семплерів та інших технічних засобів.

### 2018 рік
Ді-джей Юлік створює ремікс на пісню «Катерино»
Виходять кліпи «Квіти мої діти» та «Молода дівчино», останній потрапляє у ротацію телеканалу М2. Разом з Віталієм Телезиним гурт записує пісню «Олено».
Відбуваються численні виступи в Ужгороді, Дрогобичі, Києві, Львові, Трускавці та інших. Восени гурт вдруге з концертною поїздкою відвідує Канаду і виступає на Українському фестивалі в Торонто. Після осіннього сольного концерту у Львові свою участь у гурті завершує гітарист Андрій Криськув.

### 2019 рік
Гурт записує два сингли літературною українською мовою — «Вона прийшла» і «Не дивись» на слова Василя Симоненка.
Виходять кліпи «До вівтаря», «Під дубиною» (у дуеті з вокальним гуртом Бревіс), «Не споминай» (спільно з хором Ужгородського Інституту культури і мистецтв)
Саунд-продюсером усіх цих пісень є Володимир Ульянов.
Відбуваються численні виступи, зокрема на лемківській ватрі в Монастириськах, на центральних площах Ужгорода, Тернополя, Трускавця, перший сольний концерт в Івано-Франківську в концертному залі «Арена-Центр», перша гастрольна поїздка до Праги та ще багато інших.

### 2020 рік
На початку карантину гурт видав жартівливий кліп «Шпіллі-Віллі», який отримав неоднозначну реакцію від слухачів. Записав пісні «Бо вже весна» і «Верховино, мати моя» (авторства Михайла Машкіна).
За час карантину концертна діяльність гурту зменшилася в 10 разів, порівняно з попередніми роками. Крім святкових зимових виступів, за цей рік відбувається всього 3 концерти. Четвертим мав бути сольний концерт у клубі «Малевич» у Львові, але його двічі переносили: один раз через хворобу Віктора Янцо, інший — через заборону концертів, і він мав відбутися у 2021 році.

### 2021 рік
Виходять кліпи «Верховино, мати моя» (присвячений проблемі вирубки карпатських лісів) та «Бо вже весна». Останній потрапляє в ротацію телеканалу М2.
Гурт записує пісні «Пий до дна» та «Веду я молоду».
Ще під час карантину з успіхом відбувається довгоочікуваний сольний концерт у клубі «Малевич», який показує великий запит аудиторії на живі виступи. З завершенням карантинних обмежень концертна діяльність пожвавлюється, гурт часто виступає на різноманітних фестивалях та днях міст.

## Склад
- Віктор Янцо — клавішні, композитор, вокал
- Володимир Ульянов — ударні
- Олексин Олег — бас/гітара
- Ірина Янцо — менеджер

Колишні учасники
- Ондраш Тазінгер (2008—2009) — вокал
- Ігор Рибар (2008—2011) — гітара, саунд-продюсер, композитор, бек-вокал
- Владислав Воробець (2008—2011) — бас-гітара
- Василь Логойда (2008—2011) — ударні
- Іштван Халус (2009—2015) — вокал
- Родіон Sun Lion (2011—2017) — бас-гітара
- Мар'ян Криськув (2011—2017) — гітара
- Андрій Криськув (2014—2018) — гітара

Сесійні музиканти, які виступали разом з гуртом
- Євген Петішко (10.2009) — ударні
- Олег Олексин (08.2013) — гітара
- Остап Панчишин (06.2015, 10.2015) — бас-гітара, клавішні
- Роман Задорожний — клавішні
- Віталій Кухарський — ударні

## Альбоми
- «In Vinko Veritas» [Архівовано 17 серпня 2016 у Wayback Machine.] вийшов 14 січня 2012

## Кліпи
- L'amour [Архівовано 15 вересня 2016 у Wayback Machine.] (вийшов 23.06.2010)
- Вінко червеноє [Архівовано 7 травня 2015 у Wayback Machine.] (вийшов 04.02 2011)
- Дай ми мила [Архівовано 28 червня 2014 у Wayback Machine.] (вийшов 08.11.2011)
- Щедрик [Архівовано 20 січня 2012 у Wayback Machine.] (вийшов 30.12.2011)
- Вівці [Архівовано 11 червня 2014 у Wayback Machine.] (вийшов 08.06.2012)
- Палиночка біла біла [Архівовано 16 березня 2013 у Wayback Machine.] (вийшов 21.10.2012)
- Співаночка [Архівовано 23 грудня 2013 у Wayback Machine.] (вийшов 19.03.2013)
- До милої [Архівовано 31 січня 2014 у Wayback Machine.] (вийшов 05.06.2013)
- Качечка [Архівовано 17 квітня 2015 у Wayback Machine.] (з Олесею Киричук) (вийшов 24.04.2014)
- Закарпаття моє [Архівовано 17 квітня 2015 у Wayback Machine.] (з Іваном Поповичем) (вийшов 23.10.2014)
- Карпатське різдво (Гості) [Архівовано 1 січня 2015 у Wayback Machine.] (з Василем Попадюком) (вийшов 24.12.2014)
- Бескидом ішла [Архівовано 18 травня 2017 у Wayback Machine.] (вийшов 04.06.2015)
- Колискова (вийшов 16.02.2016)
- Хвилі [Архівовано 16 січня 2022 у Wayback Machine.] (з Віктором Павліком) (вийшов 20.03.2016)
- Юрику [Архівовано 10 серпня 2016 у Wayback Machine.] (вийшов 3.05.2016)
- Яворе [Архівовано 9 квітня 2017 у Wayback Machine.] (з Віктором Винником) (вийшов 5.09.2016)
- До Сонця близько [Архівовано 8 квітня 2017 у Wayback Machine.] (з Іваном Поповичем) (вийшов 3.10.2016)
- Катерино (Головна героїня — Мар'яна Плавайко) (вийшов 23.02.2017)
- Чом та чом [Архівовано 29 квітня 2017 у Wayback Machine.] (з Ангеліною Моняк) (вийшов 12.04.2017)